# Gabriel Bortoleto
Gabriel Bortoleto Oliveira, född 14 oktober 2004, är en brasiliansk racerförare som för närvarande tävlar i FIA Formula One World Championship för Sauber.

## Karriär
Bortoleto är född och uppvuxen i São Paulo, och han började tävla i karting vid sju års ålder. Han vann flera nationella titlar i karting och började köra juniorformula 2020. 
Bortoleto vann sin första titel i formelbil vid 2023 års Formel 3-mästerskap med Trident. Efter att även vunnit race i italienska F4 och Formel Regional European Championship gick Bortoleto vidare till att köra i Formel 2 2024.
Som medlem i McLaren Driver Development Program från 2023 till 2024 genomförde Bortoleto sitt första Formel 1-test på Red Bull Ring i september 2024, där han körde McLaren MCL36. Han har skrivit kontrakt med Sauber i Formel 1 för säsongen 2025 och framåt, innan de förvärvas av Audi 2026.

## F1-karriär
| Säsong            | Stall/Tillverkare                 | Placering         | Lopp | Poäng | Etta | Tvåa | Trea | Pole | Varv |
| ----------------- | --------------------------------- | ----------------- | ---- | ----- | ---- | ---- | ---- | ---- | ---- |
| 2025              | Stake F1 Team Kick Sauber-Ferrari | 19                | 12   | 4     | 0    | 0    | 0    | 0    | 0    |
| Sammanlagt (2025) | Sammanlagt (2025)                 | Sammanlagt (2025) | 12   | 4     | 0    | 0    | 0    | 0    | 0    |